# William A. Adams
William A. Adams est un général de brigade américain de l’Union, né le 23 septembre 1839 à Greeneville dans le Tennessee et mort le 4 avril 1874 à Morgantown dans l’Indiana. Il est inhumé au East Hill Cemetery de Morgantown.

## Biographie
William Adams est le fils de David B. Adams et de Desdemona Ortto. Il est l’époux de Mary K. Butler qui lui a donné 3 enfants

## Guerre civile
Le 11 juillet 1861, il entre dans le 22nd Indiana Volunteer Infantry Regiment avec le grade de lieutenant. En décembre de la même année, il est promu 1er lieutenant et, un an plus tard, adjudant régimentaire.

Il participe à la campagne d’Atlanta au cours de laquelle il reçoit le grade de major en août 1864. En février 1865, il est promu colonel et obtient le commandement du 145th Indiana Volunteer Infantry Regiment, poste qu’il occupe jusqu’au 21 janvier 1866, date à laquelle il quitte l’armée.

Il est breveté général de brigade le 13 mars 1865.

### Sources
- Civil War High Commands par John et David Eicher (p° 99)